# Sempre Volley 2008-2009
Questa voce raccoglie le informazioni riguardanti il Sempre Volley nelle competizioni ufficiali della stagione 2008-2009.

## Stagione
La stagione 2008-09 è per il Sempre Volley, sponsorizzato dall'Antonveneta, la decima consecutiva in Serie A1; in panchina viene confermato Andrea Bagnoli e la rosa viene largamente modificata: arrivano Jiří Král, Gabriele Maruotti, Robert Kromm, Giordano Mattera e Ramón Gato, poi ceduto a metà annata, mentre tra le cessioni, quelle di Johannes Bontje, Luis Díaz, Mikko Esko e Peter Pláteník.
Il campionato si apre con otto sconfitte consecutive: la prima vittoria arriva alla nona giornata, in trasferta, contro la Prisma Taranto, per 3-2, seguita da un secondo successo contro il Volley Forlì; il resto del girone di andata è segnato solamente da insuccessi che portano la formazione di Padova all'ultimo posto in classifica, posizione non utile per qualificarsi alla Coppa Italia. Anche il girone di ritorno inizia con otto sconfitte e una vittoria sul team di Taranto: nelle ultime cinque giornate, la Pallavolo Padova, riesce a trovare il successo per tre volte, risultati che tuttavia non bastono, confermando l'ultimo posto in classifica e la retrocessione in Serie A2.

## Organigramma societario
Area direttiva
- Presidente: Maurizio Sartorati
- Vicepresidente: Bruno Basso
- Consulente Legale: Antonio Zicchina

Area organizzativa
- Team manager: Sandro Camporese
- Direttore sportivo: Stefano Santuz
- Segreteria: Stefania Bottaro
- Segreteria esecutiva: Samuela Schiavon
- Responsabile palasport: Alessandro La Torre
- Direzione palasport: Alessandra Principi

Area tecnica
- Allenatore: Bruno Bagnoli
- Allenatore in seconda: Simone Roscini
- Scout man: Federico Cian
- Coordinatore settore giovanile: Monica Mezzalira
- Addetto agli arbitri: Mario Rengruber

Area comunicazione
- Ufficio stampa: Alberto Sanavia
- Account: Letizia Zagarese
- Speaker: Andrea Meoni

Area marketing
- Responsabile: Alessandra Principi

Area sanitaria
- Medico: Paola Pavan
- Fisioterapista: Mirko Pianta
- Preparatore atletico: Alessandro De Lorenzi
- Osteopata: Valter Daniele

## Rosa
| N° | Nome              | Ruolo | Data di nascita   | Nazionalità sportiva |
| -- | ----------------- | ----- | ----------------- | -------------------- |
| 1  | Andrea Garghella  | L     | 20 settembre 1982 | Italia               |
| 2  | Giorgio De Togni  | C     | 7 luglio 1985     | Italia               |
| 3  | Luca Gottardo     | S     | 18 marzo 1989     | Italia               |
| 6  | Erardo Meggiolaro | P     | 4 ottobre 1977    | Italia               |
| 7  | Massimo Maniero   | S     | 3 febbraio 1980   | Italia               |
| 8  | Matias Raymaekers | C     | 11 maggio 1982    | Belgio               |
| 9  | Jiří Král         | C     | 8 luglio 1981     | Rep. Ceca            |
| 10 | Giordano Mattera  | P     | 29 agosto 1983    | Italia               |
| 12 | Ramón Gato        | S     | 16 novembre 1973  | Cuba                 |
| 13 | Lorenzo Perazzolo | S     | 30 ottobre 1984   | Italia               |
| 14 | Robert Kromm      | S     | 9 marzo 1984      | Germania             |
| 15 | Gabriele Maruotti | S     | 25 marzo 1988     | Italia               |

## Mercato
| Acquisti | Acquisti          | Acquisti          | Acquisti   |
| R.       | Nome              | da                | Modalità   |
| -------- | ----------------- | ----------------- | ---------- |
| S        | Ramón Gato        | BluVolley Verona  | definitivo |
| C        | Jiří Král         | Treviso           | definitivo |
| S        | Robert Kromm      | Perugia           | definitivo |
| S        | Massimo Maniero   | Sarmeola Rubano   | definitivo |
| S        | Gabriele Maruotti | Treviso           | prestito   |
| P        | Giordano Mattera  | Top Volley Latina | definitivo |
| P        | Erardo Meggiolaro | Tirol             | definitivo |
| C        | Matias Raymaekers | Volley Corigliano | definitivo |

| Cessioni | Cessioni            | Cessioni          | Cessioni   |
| R.       | Nome                | a                 | Modalità   |
| -------- | ------------------- | ----------------- | ---------- |
| S/O      | Alessandro Bellini  | ?                 | definitivo |
| C        | Johannes Bontje     | BluVolley Verona  | definitivo |
| S        | Francesco De Marchi | Top Volley Latina | definitivo |
| S        | Luis Díaz           | Callipo           | definitivo |
| P        | Mikko Esko          | Gabeca            | definitivo |
| S        | Ramón Gato          | Stade Poitevin    | definitivo |
| P        | Simo-Pekka Olli     | Raision Loimu     | definitivo |
| S        | Peter Pláteník      | Piemonte          | definitivo |
| S        | Giovanni Quarti     | Materdomini       | definitivo |
| C        | Davide Tovo         | Anaune            | definitivo |

## Risultati

### Serie A1

#### Girone di andata
| 1ª giornata - 28 settembre 2008 PalaFabris, Padova          | Sempre Padova    | 0 - 3 | Piacenza      | 23-25, 18-25, 21-25               |
| 2ª giornata - 5 ottobre 2008 PalaPanini, Modena             | Modena           | 3 - 0 | Sempre Padova | 34-32, 25-22, 25-17               |
| 3ª giornata - 12 ottobre 2008 PalaTrento, Trento            | Trentino         | 3 - 1 | Sempre Padova | 25-17, 25-21, 21-25, 25-23        |
| 4ª giornata - 19 ottobre 2008 PalaFabris, Padova            | Sempre Padova    | 1 - 3 | Gabeca        | 25-23, 21-25, 16-25, 17-25        |
| 5ª giornata - 25 ottobre 2008 PalaEvangelisti, Perugia      | Perugia          | 3 - 0 | Sempre Padova | 25-22, 25-14, 25-20               |
| 6ª giornata - 2 novembre 2008 PalaFabris, Padova            | Sempre Padova    | 1 - 3 | Treviso       | 18-25, 26-28, 25-20, 21-25        |
| 7ª giornata - 10 novembre 2008 PalaOlimpia, Verona          | BluVolley Verona | 3 - 1 | Sempre Padova | 25-23, 30-32, 25-19, 25-21        |
| 8ª giornata - 16 novembre 2008 PalaFabris, Padova           | Sempre Padova    | 1 - 3 | Lube          | 25-16, 26-28, 10-25, 23-25        |
| 9ª giornata - 22 novembre 2008 PalaWojtyla, Martina Franca  | Prisma Taranto   | 2 - 3 | Sempre Padova | 26-24, 27-25, 21-25, 18-25, 9-15  |
| 10ª giornata - 29 novembre 2008 PalaFabris, Padova          | Sempre Padova    | 3 - 1 | Forlì         | 25-14, 25-17, 23-25, 25-22        |
| 11ª giornata - 7 dicembre 2008 PalaBreBanca, Cuneo          | Piemonte         | 3 - 0 | Sempre Padova | 25-14, 25-23, 37-35               |
| 12ª giornata - 14 dicembre 2008 PalaValentia, Vibo Valentia | Callipo          | 3 - 2 | Sempre Padova | 29-27, 15-25, 26-24, 23-25, 15-11 |
| 13ª giornata - 21 dicembre 2008 PalaFabris, Padova          | Sempre Padova    | 3 - 1 | Pineto        | 22-25, 25-17, 25-19, 25-19        |

#### Girone di ritorno
| 14ª giornata - 28 dicembre 2008 PalaBanca, Piacenza             | Piacenza      | 3 - 1 | Sempre Padova    | 25-14, 19-25, 26-24, 25-22        |
| 15ª giornata - 3 gennaio 2009 PalaFabris, Padova                | Sempre Padova | 1 - 3 | Modena           | 14-25, 25-17, 17-25, 23-25        |
| 16ª giornata - 6 gennaio 2009 PalaFabris, Padova                | Sempre Padova | 2 - 3 | Trentino         | 23-25, 26-24, 25-19, 16-25, 9-15  |
| 17ª giornata - 11 gennaio 2009 PalaGeorge, Montichiari          | Gabeca        | 3 - 0 | Sempre Padova    | 25-23, 25-23, 25-21               |
| 18ª giornata - 18 gennaio 2009 PalaFabris, Padova               | Sempre Padova | 1 - 3 | Perugia          | 26-28, 25-18, 19-25, 23-25        |
| 19ª giornata - 25 gennaio 2009 PalaVerde, Villorba              | Treviso       | 3 - 1 | Sempre Padova    | 25-12, 25-20, 24-26, 25-18        |
| 20ª giornata - 9 febbraio 2009 PalaFabris, Padova               | Sempre Padova | 2 - 3 | BluVolley Verona | 25-16, 25-18, 21-25, 18-25, 14-16 |
| 21ª giornata - 15 febbraio 2009 PalaFontescodella, Macerata     | Lube          | 3 - 0 | Sempre Padova    | 25-18, 25-14, 25-23               |
| 22ª giornata - 22 febbraio 2009 PalaFabris, Padova              | Sempre Padova | 3 - 0 | Prisma Taranto   | 25-18, 25-23, 28-26               |
| 23ª giornata - 1º marzo 2009 PalaGalassi, Forlì                 | Forlì         | 3 - 0 | Sempre Padova    | 25-22, 25-20, 25-23               |
| 24ª giornata - 8 marzo 2009 PalaFabris, Padova                  | Sempre Padova | 3 - 1 | Piemonte         | 25-16, 22-25, 25-23, 26-24        |
| 25ª giornata - 15 marzo 2009 PalaFabris, Padova                 | Sempre Padova | 0 - 3 | Callipo          | 22-25, 15-25, 23-25               |
| 26ª giornata - 22 marzo 2009 PalaMaggetti, Roseto degli Abruzzi | Pineto        | 0 - 3 | Sempre Padova    | 23-25, 22-25, 18-25               |

## Statistiche

### Statistiche di squadra
| Competizione | Punti | In casa | In casa | In casa | In trasferta | In trasferta | In trasferta | Totale | Totale | Totale |
| Competizione | Punti | G       | V       | P       | G            | V            | P            | G      | V      | P      |
| ------------ | ----- | ------- | ------- | ------- | ------------ | ------------ | ------------ | ------ | ------ | ------ |
| Serie A1     | 20    | 13      | 4       | 9       | 13           | 2            | 11           | 26     | 6      | 20     |
| Totale       | -     | 13      | 4       | 9       | 13           | 2            | 11           | 26     | 6      | 20     |

G = partite giocate; V = partite vinte; P = partite perse

### Statistiche dei giocatori
| Giocatore     | Serie A1 | Serie A1 | Serie A1 | Serie A1 | Serie A1 | Totale | Totale | Totale | Totale | Totale |
| Giocatore     | P        | PT       | AV       | MV       | BV       | P      | PT     | AV     | MV     | BV     |
| ------------- | -------- | -------- | -------- | -------- | -------- | ------ | ------ | ------ | ------ | ------ |
| G. De Togni   | 25       | 95       | 62       | 30       | 3        | 25     | 95     | 62     | 30     | 3      |
| A. Garghella  | 26       | -        | -        | -        | -        | 26     | -      | -      | -      | -      |
| R. Gato       | 21       | 164      | 140      | 13       | 11       | 21     | 164    | 140    | 13     | 11     |
| L. Gottardo   | 4        | 0        | 0        | 0        | 0        | 4      | 0      | 0      | 0      | 0      |
| J. Král       | 26       | 133      | 77       | 35       | 21       | 26     | 133    | 77     | 35     | 21     |
| R. Kromm      | 26       | 457      | 364      | 43       | 50       | 26     | 457    | 364    | 43     | 50     |
| M. Maniero    | 24       | 23       | 20       | 2        | 1        | 24     | 23     | 20     | 2      | 1      |
| G. Maruotti   | 25       | 208      | 179      | 15       | 14       | 25     | 208    | 179    | 15     | 14     |
| G. Mattera    | 26       | 48       | 25       | 19       | 4        | 26     | 48     | 25     | 19     | 4      |
| E. Meggiolaro | 10       | 0        | 0        | 0        | 0        | 10     | 0      | 0      | 0      | 0      |
| L. Perazzolo  | 25       | 284      | 245      | 16       | 23       | 25     | 284    | 245    | 16     | 23     |
| M. Raymaekers | 26       | 146      | 88       | 32       | 26       | 26     | 146    | 88     | 32     | 26     |

P = presenze; PT = punti totali; AV = attacchi vincenti; MV = muri vincenti; BV = battute vincenti